# Invincible (album của Two Steps from Hell)
Invincible là album đầu tiên của Two Steps from Hell được phát hành với công chúng vào tháng 5 nằm 2010. Nó bao gồm 22 bài được sáng tác bởi Thomas Bergersen và Nick Phoenix. Tất cả bài, trừ "Am I Not Human?" và "To Glory" (cả hai được phát hành sau trong album Nero), đều từ những bài trước của họ. Album này cũng có những phiên bản được chỉnh sửa của "Freedom Fighters" và "Undying Love" từ album Legend.

## Danh sách bài hát
| STT | Nhan đề                                      | Sáng tác                       | Thời lượng |
| --- | -------------------------------------------- | ------------------------------ | ---------- |
| 1.  | "Freedom Fighters" (từ Legend)               | Thomas Bergersen               | 2:31       |
| 2.  | "Heart of Courage" (từ Legend)               | Thomas Bergersen               | 1:57       |
| 3.  | "Master of Shadows" (từ Power of Darkness)   | Nick Phoenix                   | 3:04       |
| 4.  | "Moving Mountains" (từ Nemesis)              | Thomas Bergersen               | 3:01       |
| 5.  | "Am I Not Human?" (phát hành sau trong Nero) | Nick Phoenix                   | 3:00       |
| 6.  | "Enigmatic Soul" (từ Nemesis)                | Thomas Bergersen               | 2:52       |
| 7.  | "Fire Nation" (từ Power of Darkness)         | Nick Phoenix                   | 2:59       |
| 8.  | "Black Blade" (từ Power of Darkness)         | Thomas Bergersen               | 3:05       |
| 9.  | "Super Strength" (từ Volume One)             | Nick Phoenix                   | 1:58       |
| 10. | "Invincible" (từ Power of Darkness)          | Thomas Bergersen               | 2:51       |
| 11. | "False King" (từ Nemesis)                    | Thomas Bergersen, Nick Phoenix | 2:15       |
| 12. | "Hypnotica" (từ Legend)                      | Thomas Bergersen               | 2:08       |
| 13. | "Fill My Heart" (từ Legend)                  | Nick Phoenix                   | 2:23       |
| 14. | "Protectors of the Earth" (từ Legend)        | Thomas Bergersen               | 2:49       |
| 15. | "Velocitron" (từ Power of Darkness)          | Nick Phoenix                   | 2:32       |
| 16. | "Undying Love" (từ Legend)                   | Thomas Bergersen               | 2:52       |
| 17. | "1000 Ships of the Underworld" (từ Dynasty)  | Nick Phoenix                   | 1:40       |
| 18. | "Tristan" (từ Nemesis)                       | Thomas Bergersen               | 2:37       |
| 19. | "Breath of Ran Gor" (từ Dynasty)             | Nick Phoenix                   | 2:00       |
| 20. | "Infinite Legends" (từ Legend)               | Nick Phoenix                   | 2:02       |
| 21. | "To Glory" (phát hành sau trong Nero)        | Thomas Bergersen               | 4:35       |
| 22. | "After the Fall" (từ The Devil Wears Nada)   | Nick Phoenix                   | 2:26       |

- Các bài 1, 16, và 17 là phiên bản mới

## Sử dụng trong truyền thông
Nhiều bài từ Invincible được sử dụng trong các trailer, chương trình truyền hình và quảng cáo.
"Freedom Fighters" được dùng trong trailer của bộ phim 2009 Star Trek.
"Heart of Courage" được sử dụng trong:
- Trailer cho bô phim Biên niên sử Narnia: Trên con tàu Hướng tới Bình minh
- Quảng cáo cho DVD của bộ phim Avatar
- Trailer cho chương trình truyền hình Ngày xửa ngày xưa ở Xứ sở thần tiên của ABC
- Bộ phim Long Long Time Ago
- Chương trình truyền hình World War II in HD: The Air War
- Chương trình truyền hình Camelot 
- Chương trình truyền hình Frozen Planet 
- Chương trình truyền hình Revolution
- Trailer chính của trò chơi Mass Effect 2
- Mùa 1 của chương trình truyền  hình Lucha Underground
- Phim tài liệu của History Channel The Innovators: The Men Who Built America
- Phim tài liệu của History Channel The Universe mùa 6, trong tập "Crash Landing on Mars"
- Phim tài liệu của History Channel Titanic at 100: Mystery Solved
- Phim tài liệu của History Channel History of the World in Two Hours
- Tập 3 mùa 17, mùa 18, và mùa 22 của chương trình truyền hình BBC Top Gear
- Bài mở đầu cho tất cả trận đấu của Giải vô địch bóng đá châu Âu 2012
- Nhạc nền của vận động viên thể dục dụng cụ Alicia Sacramone, cùng với "300 Violin Orchestra" của Jorge Quintero, trong năm 2011
- Một video quảng cáo Ferrari FF
- Nhạc chính của chương trình truyền hìnhNathan For You
- Phần kết thúc America's Got Talent (mùa 9) tập Boot Camp, trong năm 2014
- Quảng cáo cho trò chơi di động Game of War: Fire Age, năm 2015

"Master of Shadows" được sử dụng trong:
- Trailer cho bộ phim 2012
- Trailer cho bộ phim Abraham Lincoln: Vampire Hunter
- Trailer cho bộ phim Harry Potter và Bảo bối Tử thần – Phần 2
- Chương trình truyền hình Australia's Got Talent
- Chương trình truyền hình Mission Pluto của [[National Geographic (kênh truyền hình)}|National Geographic]]

"Moving Mountains" được sử dụng trong:
- Trailer cho bộ phim 2012
- Trailer cho bộ phim A Good Day to Die Hard
- Trailer cho bộ phim Jumper
- Trailer cho bộ phim Trăng non
- Trailer cho bộ phim X-Men: Thế hệ thứ nhất
- Chương trình truyền hình Game of Thrones của HBO
- Phim tài liệu Planet Dinosaur của BBC 

"Am I Not Human?" được sử dụng trong:
- Trailer cho Mass Effect 3
- Một quảng cáo của Discovery Channel
- Phim tài liệu Mankind: The Story of All of Us của History Channel

"Fire Nation" được dùng trong một số phim tài liệu của History Channel, ví dụ như Titanic at 100: Mystery Solved và Your Bleeped Up Brain.
"Black Blade" được sử dụng trong:
- Trailer cho bộ phim Priest
- Trailer cho bộ phim Star Trek
- Trailer cho bộ phim Người Sói
- Trailer cho bộ phim X-Men: Thế hệ thứ nhất
- Trailer cho bộ phim Harry Potter và Bảo bối Tử thần – Phần 2
- Trailer cho bộ phim Abraham Lincoln: Vampire Hunter
- Trailer cho bộ phim The Book of Eli
- Trailer cho trò chơi Mass Effect 3
- Trailer cho trò chơi Prince of Persia: The Sands of Time
- Trailer "Future Visions" cho trò chơi Kingdom of Amalur: Reckoning
- Trailer cho trò chơi Homefront
- Trailer cho trò chơi Star Wars: The Old Republic
- Trailer cho trò chơi Binary Domain
- Trailer cho chương trình truyền hình The Legend of Korra
- Trailer cho chương trình truyền hình Atlantis
- Trailer cho chương trình truyền hình Terra Nova
- Phim tài liệu The Universe mủa 6 của History Channnel, trong tập "Crash Landing on Mars"
- Phim tài liệu The World Wars của History Channel

"Super Strength" được sử dụng trong:
- Trailer cho WALL·E
- Phim tài liệu The Innovators: The Men Who Built America
- Trailer cho trò chơi Star Wars: The Old Republic

"Invincible" được sử dụng trong:
- Quảng cáo cho chương trình truyền hình Game of Thrones
- Một bản xem trước của một tập Adventure Time, "Up a Tree"
- Phim tài liệu The Universe mủa 6 của History Channnel, trong tập "Crash Landing on Mars"
- Video của Playstation 4 trên Youtube

"Fill My Heart" được sử dụng trong:
- Trailer quốc tế của The Young Victoria
- Trailer cho The Help

"Protectors of the Earth" được sử dụng trong:
- Trailer cho bộ phim Inkheart
- Một quảng cáo cho mùa 6 của Doctor Who
- Quảng cáo cho chương trình truyền hình Thundercats
- Tập thứ sáu của mùa 3 của Blue Mountain State
- Mở đầu cho phim tài liệu Vietnam in HD của History Channel
- Trailer chính thức của trò chơi Mass Effect 3

"Velocitron" được sử dụng trong Harry Potter và Bảo bối Tử thần - Phần 2 và trò chơi điện tử Assassin's Creed: Brotherhood.
"1000 Ships of the Underworld" được sử dụng trong:
- Trailer cho bộ phim Priest
- Trailer cho bộ phim The Incredible Hulk
- Trailer cho bộ phim Aliens vs. Predator: Requiem
- Trailer cho bộ phim Miracle at St. Anna
- Trailer cho bộ phim Nhật thực
- Chất liệu quảng cáo cho bộ phim Harry Potter và Bảo bối Tử thần - Phần 2

"Tristan" được sử dụng trong:
- Trailer cho bộ phim Cơn mưa thịt viên
- Trailer cho bộ phim Australia
- Một trailer cho mùa 6 của Doctor Who
- Phim tài liệu The Universe mủa 6 của History Channnel, trong tập "Crash Landing on Mars"

"Infinite Legends" được sử dụng trong:
- Trailer cho bộ phim Hừng đông – Phần 1
- Trailer cho bộ phim truyền hình Merlin
- Tập đầu của chương trình truyền hình The Genius.

"Undying Love" được dùng trong:
- Trailer của Halo Fest
- Phim tài liệu The Universe mủa 6 của History Channnel, trong tập "Crash Landing on Mars"

"After the Fall" được sử dụng trong:
- Trailer "Take Earth Back" cho trò chơi Mass Effect 3
- Quảng cáo cho chương trình truyền hình Pretty Little Liars
- Bộ phim tài liệu Titanic at 100: Mystery Solved

"Enigmatic Soul" được dùng trong một quảng cáo của National Geographic Channel.
"To Glory" được sử dụng trong:
- Top Gear USA, mùa 9, tập 5, Military Might.
- Top Gear USA, mùa 5, tập 4, Snow Show.
- Quảng cáo cho trò chơi trực tuyến Adventure Time
- Quảng cáo cho chương trình truyền hình Avengers Assemble
- Chương trình truyền hình Death Battle, trong tập Chuck Norris vs Segata Sanshiro
- Biểu diễn pháo hoa mừng năm mới 2015 ở Dubai

## Rerelease
Invincible được phát hành qua CD Baby vào ngày 15 tháng 6 năm 2011 sau khi Two Steps from Hell đạt 20.000 lượt thích trên trang Facebook vào ngày 4 tháng 5 năm 2011.